# Aïn Sebt
Aïn Sebt là một đô thị thuộc tỉnh Sétif, Algérie. Dân số thời điểm năm 2002 là 14.29 người.